# 车门乡
车门乡，是中华人民共和国江苏省宿迁市泗洪县下辖的一个乡镇级行政单位。

## 行政区划
车门乡下辖以下地区：
车门社区、朱庄村、王沟村、岗朱村、陈龙村、团结村、大刘村和马公村。